# Maksymilian Pohorille
Maksymilian Pohorille (ur. 29 czerwca 1915 w Buczaczu, zm. 15 lutego 2003 w Warszawie) – polski ekonomista, działacz komunistyczny, nauczyciel akademicki, profesor nauk ekonomicznych, rektor Wyższej Szkoły Nauk Społecznych przy KC PZPR w latach 1957–1968.

## Życiorys
Urodził się w rodzinie pochodzenia żydowskiego jako syn Mariana i Ireny. Od 1930 roku należał do Komunistycznego Związku Młodzieży Zachodniej Ukrainy, a potem do Związku Niezależnej Młodzieży Socjalistycznej „Życie” oraz Komunistycznego Związku Młodzieży Polski. W 1933 ukończył Gimnazjum Państwowe w Buczaczu. W latach 1933–1936 studiował na Politechnice Lwowskiej. Po 1939 pracował jako nauczyciel w szkole średniej w Buczaczu i studiował zaocznie w Instytucie Pedagogicznym we Lwowie. Po 1941 został przesiedlony do Kirgizji. Tam pracował jako robotnik w kołchozie „Put’ Lenina”. W 1943 wstąpił do Związku Patriotów Polskich, przewodniczył zarządowi rejonowemu tej organizacji. W latach 1943–1946 był też dyrektorem polskich szkół średnich w Kurszabie i Osz.
W 1946 wrócił do kraju i wstąpił do Polskiej Partii Robotniczej, a następnie do Polskiej Zjednoczonej Partii Robotniczej. W 1948 został kierownikiem Wojewódzkiej Szkoły Partyjnej przy KW PZPR w Szczecinie. Przed 1950 był kierownikiem Zakładu Ekonomii Politycznej w Akademii Handlowej w tym mieście. W 1950 został zastępcą profesora w Szkole Głównej Planowania i Statystyki w Warszawie, w której doktoryzował się w 1951 (z pozwoleniem ministra bez uprzedniego uzyskania stopnia magistra), a w 1953 został kierownikiem Katedry Zespołowej Ekonomii Politycznej w SGPiS. W latach 1950–1953 pracował w Instytucie Kształcenia Kadr Naukowych przy KC PZPR. Od 1950 do 1957 był zastępcą dyrektora Szkoły Partyjnej przy KC PZPR. W 1954 uzyskał tytuł naukowy profesora nauk ekonomicznych. Od 1957 do 1968 pełnił funkcję rektora Wyższej Szkoły Nauk Społecznych przy KC PZPR. W trakcie antysemickiej nagonki, trwającej od marca 1968, został odsunięty z pełnionych funkcji i pozostał wykładowcą SGPiS. Był promotorem m.in. pracy magisterskiej i doktorskiej Grzegorza Kołodki.
Był mężem Eugenii z Gartenbergów (1918−1971).
Zmarł 15 lutego 2003 w Warszawie, pochowany na cmentarzu Wojskowym na Powązkach (kwatera A15-2-8).

## Ordery i odznaczenia
- Order Sztandaru Pracy I klasy (1964)[7]
- Złoty Krzyż Zasługi (28 września 1954)[8]
- Medal 10-lecia Polski Ludowej (19 stycznia 1955)[9]